# Presque comme les autres
Pour plus de détails, voir Fiche technique et Distribution.
Presque comme les autres est un téléfilm franco-belge réalisé par Renaud Bertrand, inspiré par l'histoire vécue par le comédien Francis Perrin et sa femme Gersende, parents d'un enfant autiste. Il est diffusé le 12 août 2015 sur RTS Deux, puis le 30 mars 2016 sur France 2.

## Synopsis
Christophe (Bernard Campan) est un comédien célèbre, qui triomphe sur scène dans Le Dindon, admiré par sa jeune femme Séverine, également comédienne. Ils ont un fils de trois ans, Tom (Côme Rossignol de La Ronde). Ce dernier ne leur laisse pas de répit : il ne dort pas, ne répond jamais quand on l'appelle, ne réagit pas, ne parle pas... Séverine sent que ce fils n'est pas normal, mais tout l'entourage, médecins, famille, jusqu'à Christophe, est dans le déni. Leur bel amour va-t-il résister ? Va-t-on finir par comprendre pourquoi Tom est si différent ?

## Technique
- Réalisation : Renaud Bertrand
- D'après l'œuvre de Gersende et Francis Perrin Louis, pas à pas, publié aux Éditions Jean-Claude Lattès
- Adaptation : Pascale Bailly
Avec la collaboration de Gersende et Francis Perrin
- Image : Julien Hirsch
- Montage : Claire Fieschi
- Musique originale composée par : Grégoire Hetzel
Avec le soutien de la Sacem
- Producteur exécutif : Be-Films - Christophe Louis
- Produit par : Nicolle Collet
- Une production : Image et Compagnie
Avec la participation de France Télévisions, TV5 Monde
- Durée : 84 minutes

## Distribution
- Bernard Campan : Christophe
- Julie-Marie Parmentier : Séverine
- Marie-Anne Chazel : Liliane, la mère de Séverine
- Côme Rossignol de La Ronde : Tom
- Patrick Descamps : Paul, le père de Séverine
- Christelle Cornil : Virginie, la sœur de Séverine
- Charlie Dupont : Michel, l'ami comédien
- Martine Willequet : la psychiatre
- Claire Peugnies : la pédiatre
- Hervé Piron : le pédopsychiatre
- Dominique Bayens : la nounou
- Camille Voglaire : Claire, la baby-sitter
- Riton Liebman : le prêtre
- Jean Marc Delhausse : Gilles
- Louis Perrin : Roméo

## Autour du film
L'interprète de Roméo, le fils autiste d'un ami du couple interprété par Julie-Marie Parmentier et Bernard Campan, n'est autre que Louis Perrin, le vrai fils de Gersende et Francis Perrin, celui dont le personnage de Tom est inspiré.